# Гречихин, Василий Романович
Василий Романович Гречихин — купец-пряничник, тульский производитель печатных пряников. Происходил из династии предпринимателей, основателем которой был его дед, Ларион Макарович Гречихин. Почётный гражданин Тулы. За свою деятельность был награжден золотыми и серебряными медалями и грамотами, был отмечен крестом и перстнем императора.

## Биография
Василий Романович Гречихин был внуком предпринимателя Лариона Макаровича Гречихина, который основал династию предпринимателей Гречихиных. Именно Ларион Гречихин в 1847 году создал пряничную фабрику, которая находилась в доме по улице Коммерческой, 32. У Лариона Гречихина было три сына — Егор, Роман и Афанасий.
В 1885 году Василий Романович Гречихин наследует дело по производству пряников от своего отца и усовершенствует его, внедряя в работу машинное оборудование. Это улучшает работу предприятия и делает его одним из самых крупных и успешных в городе. У Василия Гречихина было два магазина: первый находился в Спасском переулке, второй — на углу улиц Петровской и Посольской.
Пряники фабрики Гречихина продавались в Российской империи и за границей. Деятельность купца была отмечена крестом и перстнем императора, также он был обладателем множества золотых и серебряных медалей и грамот. Его наградили похвальным листом от Общества для содействия и развития кустарной промышленности в Тульской губернии. Был награждён памятной медалью.
Остались свидетельства того, что в 1900 году Василий Гречихин в Париже продавал пряники в павильоне, который был создан полностью из пряников. Этот павильон находился недалеко от Эйфелевой башни. На парижской выставке также была представлена его продукция — двухпудовый пряник. Его изделия участвовали в выставках, которые проводились в Москве, Санкт-Петербурге и Нижнем Новгороде.
Основная деятельность Василия Гречихина была направлена на производство сувенирных пряников. На его фабрике были изготовлены подарочные пряники к 300-летию императорского дома Романовых. Эти пряники помещались в жестяные сундуки со специальными замочками. На фабрике Гречихина был создан пряник, на котором было выбито изображение плана Тулы. Он выпускал заказные пряники «Экстра», которые также помещались в сундучки. Пряники заворачивали в отдельные бумажки, каждое изделие было украшено растительным орнаментом и именем известного человека — артиста или писателя.
В Нижнем Новгороде существовал филиал фабрики Гречихина по производству пряников.
В 1903 году у Василия Гречихина подмастерьем работал Степан Савостьянов. В то время пряничники хранили рецепты пряников в секрете и не пользовались гирями, вместо этого используя камешки и куски металла для взвешивания. Степан Савостьянов в один из дней, оставшись один в мастерской, сделал все необходимые замеры и смог запомнить рецепт тульского пряника «Экстра», что способствовало его дальнейшему сохранению.
Пряники Василия Гречихина рекламировалась на страницах газеты «Тульская молва» в 1910 году, согласно тексту объявлений, пряники продавались напротив Кремля.
В 1913 году в доходном доме по улице Советской, 33, открылся магазин, на первом этаже которого торговали пряниками, а в подвале велась торговля товарами к чаю. Второй этаж был отведен под Учительский институт. В 1996 году на фасаде этого дома установили мемориальную доску в честь Василия Гречихина, а сам дом по улице Советской, 33 в Туле, был признан памятником архитектуры в XX веке.
После революции 1917 года предприниматели Гречихины постепенно прекратили выпуск пряников, а после национализации имущества всё пряничное производство предпринимателя стало частью кондитерского объединения, которое базировалось на базе фабрики Василия Серикова.